# Jan Vercamst
Jan Vercamst (Wortegem, 23 mei 1954) is een voormalig Belgische vakbondsbestuurder.

## Levensloop
Hij behaalde een kandidatuur Scheikunde. 
In 1975 ging hij aan de slag bij de Rijksdienst voor Arbeidsvoorziening (RVA) waar hij werkzaam bleef tot 1978. In dat jaar - meer bepaald op 25 juli - ging hij aan de slag op de juridische dienst van de Algemene Centrale der Liberale Vakbonden van België (ACLVB). In 1986 werd hij propagandist voor ACLVB West Vlaanderen en in 1989 werd hij verkozen tot Vlaams Gewestsecretaris. 
In 2007 volgde hij Guy Haaze op als nationaal voorzitter. Vanuit deze hoedanigheid bekleedde hij tal van mandaten, zo was hij onder meer censor (beoordelaar) bij de Nationale Bank (NBB), lid van de Centrale Raad voor het Bedrijfsleven (CRB) en effectief lid van Nationale Arbeidsraad (NAR). Op 13 mei 2011 werd hij herbevestigd als voorzitter van de ACLVB met 99,18% van de stemmen.
Op 24 oktober 2015 werd Mario Coppens verkozen als opvolger van Jan Vercamst als Nationaal Voorzitter van de ACLVB.
- Gemeinsame Normdatei: 1044133554
- International Standard Name Identifier: 0000 0004 2014 9590
- Virtual International Authority File: 305347556
- WorldCat: E39PBJgd88Dy7rYc4MhbGPX8G3